# Richard Albrecht (Kreisdirektor)
Richard Wilhelm Heinrich Albrecht (* 18. August 1844 in Darmstadt; † 1. Oktober 1908 in Straßburg, Elsaß) war ein deutscher Verwaltungsbeamter.

## Leben
Richard Albrecht studierte an der Justus-Liebig-Universität Gießen. 1863 wurde er Mitglied des Corps Hassia Gießen. Nach Abschluss des Studiums wurde er Verwaltungsbeamter und trat in den Verwaltungsdienst des Reichslands Elsaß-Lothringen ein. Von 1882 bis 1884 war er Kreisdirektor des Kreises Forbach. Zuletzt lebte er bis zu seinem Tod 1908 als Geheimer Regierungsrat in Straßburg.

## Auszeichnungen
- Ernennung zum Geheimen Regierungsrat[3]